# Anno particella
L'anno particella è l'unità di misura dell'esposizione dell'organismo umano ai silicati.
Un anno-particella si considera come mg/m3 per anno.
La silicosi viene considerata malattia professionale (e quindi soggetta a rimborso obbligatorio) se coesistono un'esposizione minima di 100 anni particella e una sindrome polmonare ostruttiva, o un interessamento di 2/3 dei polmoni, o la presenza, alla radiografia del torace, di grandi opacità.